# Uturuncu
L'Uturuncu és una muntanya de Bolívia que s'aixeca a 6.008 m a la serralada dels Andes. És un volcà que mostra signes d'activitat sobretot en forma de fumaroles i freqüents terratrèmols. Tot i la seva altitud i aïllament, és de fàcil accés, la seva ascensió es pot fer en part amb vehicle motoritzat.

## Geografia
Uturuncu es troba a Bolívia, a la província de Sud Lípez al sud del departament de Potosí, a 35 km de la frontera amb Argentina i a poc més de 60 km de la frontera entre Xile i Bolívia. Es troba a 330 km al sud-oest de Potosí i a 410 km de Sucre, i 600 km al sud de La Paz. La localitat més propera és San Pedro de Atacama, a 130 km al sud-oest, a Xile. El cim s'eleva a 6008 m sobre el nivell del mar, a la serralada occidental dels Andes, cosa que el converteix en el més alt del sud-oest de Bolívia. No està lluny de la Laguna Colorada, la Laguna Verde i el Salar de Uyuni.

## Història eruptiva
Aquest és un volcà semilatent: hi ha fumaroles i algunes mesures, des de l'any 1990, mostren una inflamació d'1 a 1,5 cm per any en una zona que envolta el cim. La seva darrera erupció es remunta a fa 271.000 anys. Segons les deformacions del sòl, la cambra magmàtica estaria en activitat des del 1992. Les mesures han revelat una activitat sísmica més sensible entre el 1996 i el 2003, que hauria augmentat encara més després dels potents terratrèmols a Xile el 2010. L'augment del volum magmàtic suggereix una possible erupció futura, però els vulcanòlegs només poden expressar la simple hipòtesi.

## Ascensió
Probablement, és el cim més fàcil d'arribar a més de 6.000 m del món. Abans de les esllavissades, al voltant dels 5000 m, un 4x4 podia arribar a uns 5.750 m, al coll que separa els dos cims (la pista permetia explotar les mines de sofre fins als anys 1995). Després queda aproximadament una hora de caminada com a mínim.